# تاینساید
تاینساید (به انگلیسی: Tyneside) یک عوارض جغرافیایی در بریتانیا است که در انگلستان واقع شده‌است.

## خصوصیات
تاینساید ۷۷۴٬۸۹۱ نفر جمعیت دارد.